# Tomonobu Itagaki
Tomonobu Itagaki (板垣 伴信, Itagaki Tomonobu) é um designer de jogos Japonês que criou os jogos de luta Dead or Alive e as versões 3D de Ninja Gaiden. Ele também tem uma reputação de fazer comentários sinceros, positivos e negativos, sobre outros desenvolvedores e jogos de videogames. Ao entrar para a Tecmo em 1992, Itagaki produziu duas franquias de videogames que foram um sucesso comercial e rendeu-lhe vários tipos de promoções; chefiou equipe de desenvolvimento da Tecmo, Team Ninja, e sentou-se no conselho executivo.  Ele deixou a empresa após 16 anos de serviço, entrando com uma ação judicial contra a recusa de pagamento de bônus.

## Vida pessoal
Nascido em 1967, Tomonobu Itagaki graduou-se na Waseda University Senior High School em Março de 1985. Após isso, ele entrou na Waseda University e formou-se da sua Faculdade de Direito de março de 1992.
Ele é casado e tem uma filha, nascida em 1997, a quem ele se referiu como uma das principais influências sobre seus projetos, incluindo o desenvolvimento de Ninja Gaiden Dragon Sword para Nintendo DS, e um constante parceiro de jogos como a série Halo. Itagaki tem em seu escritório, um conjunto de katana que seu pai fez para ele, que ele tende a tirar para mostrar aos seus visitantes. Para impedir que as pessoas leiam suas expressões durante os gambling-type games, ele é sempre visto usando óculos escuros, um hábito que se tornou sua marca registrada na comunidade de videogames.

## Carreira
Tomonobu Itagaki se juntou a Tecmo em 1992 como um programador de gráficos, e trabalhou inicialmente na versão do jogo de Futebol Americano para Super Famicom, chamado Tecmo Bowl. Seu primeiro grande sucesso da carreira veio em 1996 com o  primeiro Dead or Alive - um jogo baseado em  Virtua Fighter criado em resposta ao pedido da administração da Tecmo. Ele foi orientado por Yoshiaki Inose (o mesmo de Solomon's Key, Bomb Jack, Rygar e a fama do 'Ninja Gaiden para o Nintendo Entertainment System) e Akihiko Shimoji da Tecmo Bowl em seus primeiros anos na Tecmo, e ficou impressionado com eles para incluir o divertimento como um componente necessário em seus projetos.
Sua ascensão, através da empresa tinha sido constante desde então. Ele foi apontado como o chefe do terceiro departamento criativo em abril de 2001. Ele, então, assumiu o posto de líder da  Team Ninja em Julho de 2001. Tecmo nomeou como Diretor Executivo, em junho de 2004. Mais tarde, ele assumiu o cargo de Gerente Geral do departamento de produção de alta-final em fevereiro de 2006. Sua posição de Diretor Executivo foi entretanto retirado em agosto do mesmo ano, devido ao seu envolvimento em um escândalo de assédio sexual.
O lançamento de Dead or Alive 2 teve um grande aumento da popularidade da série, bem como de Itagaki. Ele havia tentado criar jogos de luta com os detalhes que sentiu falta de outros jogos. Nas iterações posteriores, Itagaki construiu a história dos jogos em torno de temas de família - Kasumi e Ayane em Dead or Alive 3, e Helena em Dead or Alive 4. Até o momento, a série passou por quatro iterações com vários edições reforçada. A quinta iteração também foi anunciado para a obra.
No Dead or Alive Xtreme Beach Volleyball series, Itagaki reuniu as meninas do Dead or Alive para uma ilha. O objetivo do jogador é promover a boa relação entre as meninas para criar uma dupla de vôlei de praia harmoniosa. Na segunda iteração da série, o foco é deslocado expandindo o número de atividades, o jogador pode ter garotas participando. Ele explica o núcleo do game como um paraíso onde o jogador pode ver as meninas, elas em 'amor' fazendo atividades simples.
Ninja Gaiden foi um esforço de Itagaki para desenvolver um jogo centrado em jogo violento, com o super ninja Ryu Hayabusa como protagonista. Capitalizando sobre a marca da série no início da série NES, Itagaki desenvolveu uma ação criticamente aclamada do jogo de aventura para o Xbox, que também tinha um torneio internacional realizado online para ele. Ele continuou a trabalhar sobre ela para fazer Ninja Gaiden Black como o opus de sua obra. Ele continuou a série no Nintendo DS com Ninja Gaiden Dragon Sword, parcialmente devido a uma promessa feita a sua filha. Ao mesmo tempo, ele trouxe a série "próximo capítulo para o Xbox 360 como Ninja Gaiden II.
Itagaki diz ser um dos poucos na indústria japonesa de videogames para estabelecer comunicações com o mundo ocidental. Ele sugere que outros desenvolvedores de games japoneses estejam cientes dos gostos de jogos fora do Japão, de modo a ser capaz de reverter a queda da indústria japonesa de jogos de 2005.
Em 2 de junho de 2008, pouco antes do lançamento de Ninja Gaiden II para o Xbox 360, Itagaki anunciou que estava demitindo-se da Tecmo e estava processando a empresa para reter um bônus prometido por seus trabalhos anteriores. Ele também estava processando o presidente da Tecmo Yoshimi Yasuda de indemnização com base em "declarações irracionais e  dissimulada" feito na frente dos colegas de Itagaki. Em uma entrevista com 1up.com, Itagaki revelou que ele está trabalhando em um projeto com ex-membros da Team Ninja com um novo estúdio.[carece de fontes?]

## Obras
| Título                                | Ano         | Função                                 |
| ------------------------------------- | ----------- | -------------------------------------- |
| Tecmo Super Bowl                      | 1990        | Engenheiro Gráfico                     |
| Dead or Alive                         | 1996        | Produtor e Diretor                     |
| Dead or Alive 2                       | 2000        | Produtor e Diretor                     |
| Dead or Alive 3                       | 2001        | Produtor e Diretor                     |
| Dead or Alive Xtreme Beach Volleyball | 2003        | Produtor e Diretor                     |
| Fatal Frame II: Crimson Butterfly     | 2003        | Conselheiro especial                   |
| Ninja Gaiden                          | 2004        | Produtor e Diretor                     |
| Dead or Alive Ultimate                | 2004        | Produtor e Diretor                     |
| Ninja Gaiden Black                    | 2005        | Produtor e Diretor                     |
| Dead or Alive 4                       | 2005        | Produtor e Diretor                     |
| Dead or Alive Xtreme 2                | 2006        | Designer chefe e arquiteto de Software |
| Super Swing Golf                      | 2006        | Assessor                               |
| Ninja Gaiden: Dragon Sword            | 2008        | Produtor executivo                     |
| Ninja Gaiden II                       | 2008        | Produtor e Diretor                     |
| Devil's Third                         | 2015        | Diretor                                |
| Samurai Jack: Battle Through Time     | 2020        | Conselheiro Supremo                    |
| Warrior                               | A confirmar | A confirmar                            |

## Mindset sobre game design e da indústria

### Filosofia do game design
Itagaki acredita que um bom jogo deve ser um produto integrado de bons gráficos, interatividade e jogabilidade. Ele também coloca uma alta prioridade na garantia de seus jogos são interativos com as ações do jogador e responder rapidamente às entradas do jogador. IÉ essa opinião que conduziu a suas declarações depreciativas em Heavenly Sword. Ele encontra a recompensa para os jogos de botão alertando sequências de ser menos satisfatória do que o de Genji: Dawn of the Samurai's (cujas sequências de   Kamui ele chama de burra, mas divertida). Da mesma forma, ele citou  Metal Gear Solid 2: Sons of Liberty e Final Fantasy X como os jogos que faltam a interatividade atraente para ele.
Itagaki professa um gosto pela simplicidade de insumos, ele diz muitas entradas resultaria na perda da experiência de jogo. Como tal, ele respeita a Sega-AM2 no seu trabalho em Virtua Fighter 4. Da mesma forma, ele lamenta cenários de aplicação para mostrar a tecnologia apenas para o bem dela, sarcasticamente perguntando o que é o ponto de corte de "milhares de cabeças de repolho na tela." Na sua mentalidade de integração, tudo (gráficos, controladores, interatividade, agilidade, etc ) tem o seu lugar, mesmo  em cenas CGs pré-renderizadas que ele diz pode oferecer uma melhor experiência cinematográfica de algumas cenas do que fazê-los em tempo real.

### Opiniões sobre hardware
Como um desenvolvedor de jogos, Itagaki definiu sua filosofia como sendo capaz de extrair os pontos fortes de uma máquina de jogo, e integrá-los em conjunto para desenvolver jogos para um nível que ninguém pode alcançar. Ele define a satisfação de um desenvolvedor de jogos com uma máquina de jogo que depende desses critérios. Com essa filosofia, ele continuamente expressa felicidade em desenvolvimento sobre o Xbox 360, proclamando que ele seja mais "software amigável" do que a arquitetura "muito complexa" que é o  PlayStation 3. Além disso, ele admira a dedicação do Nintendo Wii para inovação, que ele mantém em alta para o espírito gamístico. Itagaki alegou que ele queria desenvolver seus jogos para o que ele viu como o mais poderoso console no mercado no momento da concepção. Itagaki também falou de sua filosofia de portáteis de mão que vai para a receptividade e interação física, em vez de poder básico do hardware. Como tal, Itagaki se recusa a fazer um jogo para o portátil PlayStation Portable (PSP), afirmando que vai contra a filosofia de design de ser um dispositivo portátil. Ele diz que um jogo criado, com base nas especificações do PSP, seria mais adequado para um verdadeiro console caseiro. Esta perspectiva reflete-se nas suas declarações sobre o motivo de Ninja Gaiden Dragon Sword como um jogo de computador de mão tem de ser concebido para ter vantagem do touchpad o Nintendo DS "em vez de insumos convencionais, que teria tornado-o um jogo típico.

### Projetos de Pet
Itagaki classifica seus projetos em projetos de base (para efeitos comerciais e de excelência técnica), e aquelas puramente de auto-realização.  A série Dead or Alive Xtreme Beach Volleyball e Dead or Alive: Code Chronos em último. O jogo Dead or Alive Xtreme Beach Volleyball é apenas mencionado para diversão simples, divertido e de cumprir um 'amor' para os personagens femininos, deixando o jogador divertir-se e ver as meninas participando em simples alegrias. Mesmo assim ele admite não ser de conteúdo sexual no jogo, Itagaki se recusa a criar cenários que ele sente que seja  vulgar para a suas "filhas", um termo que se usa para chamar os personagens femininos. Code Chronos se enquadra na mesma categoria de desenvolvimento, desenvolvido como o hobby de estilo de Itagaki.

### A ética de trabalho
Itagaki é cuidadoso trabalhando com seus jogos, do início ao lançamento, e até mesmo pós liberação para corrigir o que ele sente de deficiente e corrije até seu pleno potencial. tais como empurrar o lançamento de Dead or Alive 4 só para polonês o jogo baseado no feedback dos principais jogadores japonêses Dead or Alive recrutados para testá-lo. Para Ninja Gaiden, ele queria deixar o melhor jogo de ação final sobre o Xbox antes de passar para o Xbox 360, assim ele retrabalhou no jogo e integrou conteúdo adicional descarregável para a produção de Ninja Gaiden Black. Com Dead or Alive Xtreme Beach Volleyball, ele escolheu para remendar um dinheiro fácil de explorar, em vez de deixá-lo sozinho e ruminando sobre as conseqüências.
Itagaki cria personagens de seu jogo, mergulhando em seus papéis e os jogos. Esta é uma razão pela qual ele contesta a sugestão de Kasumi no universo Ninja Gaiden dizendo que sua "natureza soft" está em conflito com a natureza " hard-edged' do jogo Considerando que Ayane se encaixa perfeitamente dentro. É este papel imersão que o ajuda a desenvolver armas e excluir da lista de golpes do espartano chamado Nicole em Dead or Alive 4. No entanto, mergulhando na atmosfera dos jogos também não lhe é eficaz às vezes. A Batalha Butt, e Cabo-de-Guerra de  Dead or Alive Xtreme 2 foi muito criticado com base no projeto minigame. No entanto, Itagaki defendeu os jogos como peças de comédia nostálgicas, a intenção de fazer o leitor lembrar os jogos de Celebridade jogado na televisão japonesa.

### Personalidade franca
Itagaki possui valores francos e atitudes "ao ponto",acreditando que nada iria permitir "sofismas e sectionalistas" vir e fazer descarrilar o trem do pensamento. Sua atitude franca está também em consonância com sua agressão admitiu, críticas, tendo como desafios a superar, em vez de algo a lamentar-se sobre. Trata-se de seu desejo por desafios, produzindo jogos como  Ninja Gaiden que são reconhecidos como 'difícil' pela indústria dos jogo, e para empurrar-se para produzir jogos que podem afirmar que os melhores jogos do gênero. Ele abertamente afirma ser a única força criativa por trás de seus projetos, assim como ser capaz de transmitir o seu plano claro para a equipe de entender. Ele lamenta que os japoneses estão começando a esquecer os conceitos básicos, fechando suas mentes a críticas de fora.
Itagaki tem constantemente dado opiniões duras sobre  games da Namco (Tekken), principalmente devido ao seu rancor contra a empresa por insultos em comercial de rádio contra seu game  Dead or Alive. Ele declarou que nunca se esquece de um insulto à sua família, e vai retaliar com "mísseis nucleares mais de 100 vezes para isso". TEste, juntamente com o que vê Tekken estagnação no gênero de jogos de luta (a partir de Tekken 4), o levou a condenar a série Tekken colocando-a como sua top cinco jogos odiado, apesar de ele afirmar  Tekken, Tekken 2, e Tekken 3 foram bons jogos que sua família gostava.

## Alegações de assédio sexual
Em 7 de novembro de 2006, vários sites de jogo relatou que um funcionário da Tecmo não identificado do sexo feminino tinha apresentado uma ação de assédio sexual contra Itagaki. Ela alegou que Itagaki tinha feito vários avanços sexuais não desejados sobre ela desde Setembro de 2003. Enquanto Itagaki admitiu beijá-la, ele afirmou que tudo o que tinha ido entre eles havia sido consensual. Investigação que se seguiu na Tecmo chegou à conclusão de que "as alegações em questão eram um resultado do desejo do ex-empregado à frustração sobre seu caso pessoal, e não indicativo de assédio sexual." Tecmo também havia rebaixado o cargo de Itagaki e do acusador para a sua mistura de "assuntos pessoais com suas responsabilidades da empresa". Enquanto isso, o tribunal encontrou Itagaki inocente das acusações.